# Gerd Hachmöller

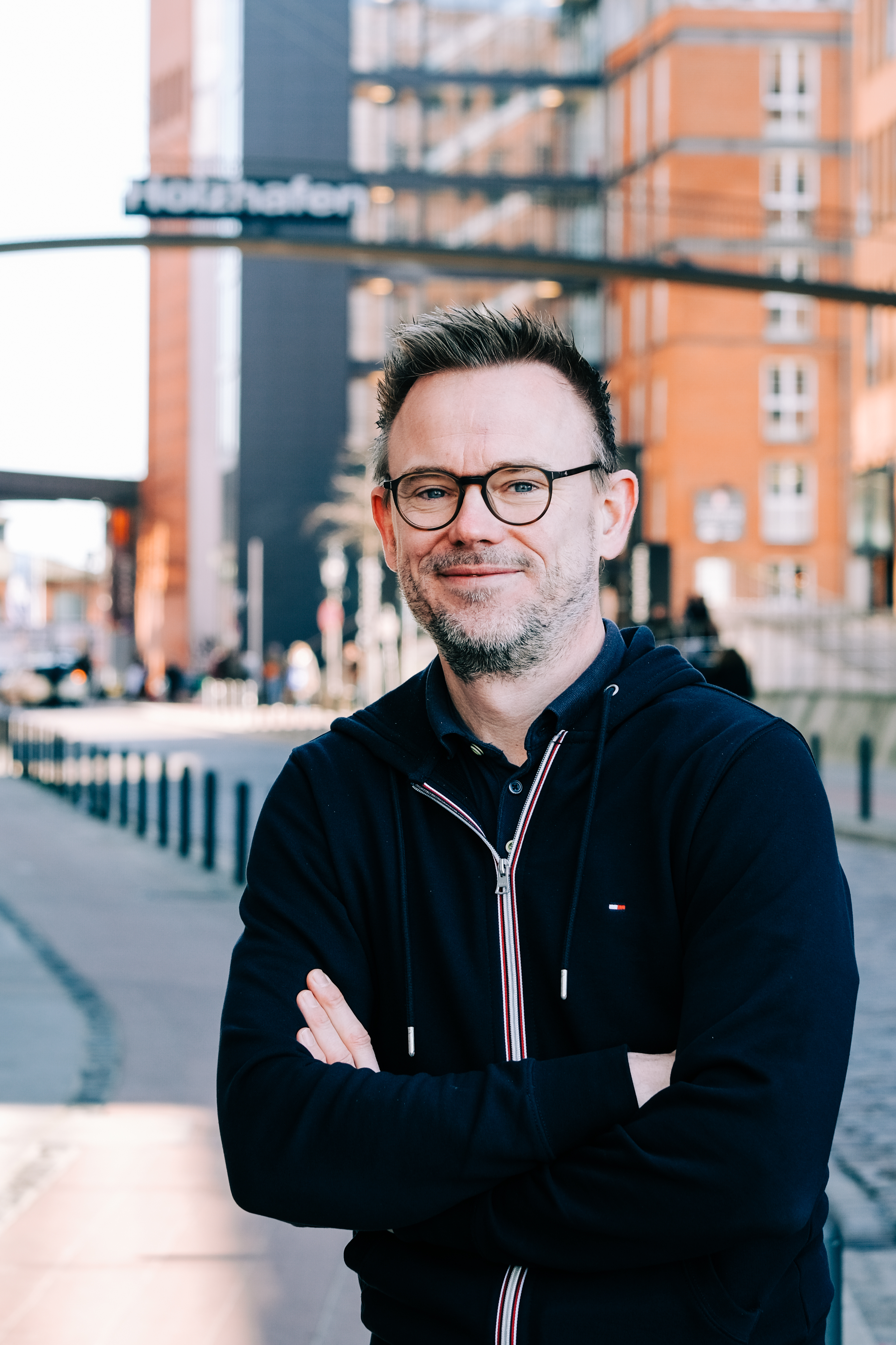
Gerd Hachmöller (2018)

Gerd Hachmöller (* 1972 in Celle) ist ein deutscher Buchautor, Kolumnist, systemischer Coach und Leiter des Amtes für Kreisentwicklung im Landkreis Rotenburg (Wümme). Er ist für den Spiegel seit 2018 aktiver Kolumnist, der gemeinsam mit Samer Tannous bereits über ca. 160 Kolumnen geschrieben hat.

## Leben
Hachmöller wuchs in Celle auf und studierte Wirtschaftsgeographie in Marburg, Hannover und London an der London School of Economics. Seine berufliche Laufbahn begann er 1998 bei der Europäischen Kommission in Brüssel, bevor er an einem EU-Forschungsprojekt an der FAL Braunschweig teilnahm. Ab 2002 leitete er die Wirtschaftsförderung des Landkreises Rotenburg (Wümme) und ist seit 2009 Leiter der Kreisentwicklung. Hachmöller lebt in Rotenburg (Wümme), ist verheiratet und hat drei Kinder.
Neben seiner administrativen Karriere hat sich Hachmöller als Coach und Dozent etabliert. Er ist zertifizierter Systemischer Coach und Prozessbegleiter und hat seit 2015 als solcher gearbeitet. Hachmöller ist als Dozent für verschiedene Bildungseinrichtungen tätig, darunter das Kommunale Bildungswerk in Berlin. Die von ihm angebotenen Workshops behandeln Themen der Interkulturellen Kompetenz, die Psychologie des Helfens, Teamentwicklung sowie Lego Serious Play.
Seine schriftstellerische Laufbahn begann er 2018 gemeinsam mit Samer Tannous als Kolumnist und Buchautor. Hachmöller schreibt regelmäßig für SPIEGEL+, wo er gesellschaftliche und politische Themen behandelt. Die mit Samer Tannous entwickelten Texte spiegeln eine tiefgehende Auseinandersetzung mit kulturellen Unterschieden zwischen Syrien und Deutschland wider. Des Weiteren setzt Hachmöller sich mit der europäischen und deutschen Flüchtlingspolitik sowie populären Klischees zu diesem Thema auseinander.
Die von ihm geschriebenen Bücher sind Kommt ein Syrer nach Rotenburg (Wümme) (2020, DVA), Mutti wars nicht (2021, Goldegg), Lebt ein Syrer in Rotenburg (Wümme) (2022, DVA) und Bleibt ein syrer in Rotenburg (Wümme) (2025, DVA).